# Nina Kiri
Nina Kiri (Belgrado, 3 september 1992) is een Servisch-Canadese actrice.

## Biografie
Nina Kiri werd geboren in Belgrado (destijds de hoofdstad van Joegoslavië), maar groeide op in het Canadese Vancouver. In 2017 brak ze door in het eerste seizoen van The Handmaid's Tale, dat met acht Emmy Awards bekroond werd. In de reeks vertolkt ze het nevenpersonage Alma.

## Filmografie (selectie)
Films
- Let Her Out (2016)
- The Haunted House on Kirby Road  (2016)
- The Heretics  (2017)

Televisie
- Geek Charming (2011) (tv-film)
- Supernatural (2012)
- The Handmaid's Tale (2017–)